# Hexatoma commoda
Hexatoma commoda är en tvåvingeart som beskrevs av Alexander 1937. Hexatoma commoda ingår i släktet Hexatoma och familjen småharkrankar. Inga underarter finns listade i Catalogue of Life.